# Clérac
Clérac é uma comuna francesa na região administrativa da Nova Aquitânia, no departamento de Charente-Maritime. Estende-se por uma área de 43,08 km². Em 2010 a comuna tinha 986 habitantes (densidade: 22,9 hab./km²).